# Odborná škola pro umělecké zámečnictví
Odborná škola pro umělecké zámečnictví byla škola existující pod různými názvy v letech 1874 až 1954.
Škola byla založena v Třebechovicích pod Orebem (zcela původně jako C. k. ministerstvem obchodu zřízené odborné školy pro kreslení a modelování, průmysl a průmyslové umění v Třebechovicích, zkráceně C. k. odborná škola pro kreslení a modelování, průmysl a průmyslové umění, od 1875 Odborná škola pro umělecké truhlářství a zámečnictví), roku 1880 se přesunula do Hradce Králové (C. k. odborná škola pro umělecké zámečnictví, C. k. odborná škola zámečnická). Po první světové válce, resp. po založení Československa instituce fungovala pod názvem Státní odborná škola pro umělecko-průmyslové zpracování kovů, od 1927 jako součást Státní průmyslové školy v Hradci Králové.

## Historie školy

### Počátky v Třebechovicích pod Orebem
První vyjednávání o založení této odborné školy započalo v roce 1873. Následně byl v roce 1874 v Třebechovicích pod Orebem ustavena odborná škola pro hrnčířské obory, oficiálně C.k. ministerstvem obchodu zřízené odborné školy pro kreslení a modelování, průmysl a průmyslové umění v Třebechovicích. Původně byla určena pro hrnčíře a kamnáře, ale již od počátku na ni chodili i lidé směřující k jiným profesím (např. obuvníci, kožešníci, sedláři, sklenáři, truhláři), zejména zámečníci. Proto se již záhy (po roce 1875) specializace upravovala na umělecké zámečnictví.
V prvním školním roce 1874/75 měla škola 69 žáků, z toho nejvíce (26) právě zámečníků. Druhým nejpočetněji zastoupeným zaměřením byli truhláři (10), následovali obuvníci (7), hrnčíři a kamnáři (6), koláři (3), kloboučníci (2) a po jednom bylo zastoupeno odvětví koželužství, kovářství a soustružnictví. Kromě nich do školy chodilo devět žáků vyšlých ze třetího či čtvrtého ročníku obecné školy. Denní výuky se ovšem účastnilo jen devět žáků, většina vyučování probíhala večer. Jediným učitelem a zároveň správcem školy byl Josef Hudec. První inspekce se ve škole konala dne 25. srpna 1875 a přišla s doporučením více se soustředit právě na zámečníky a truhláře.
Již v roce 1875 byl název zkrácen na Odborná škola pro umělecké truhlářství a zámečnictví. V druhém školním roce provozu se zájem zvýšil na 87 žáků, nutno ovšem říci, že žáci se hlásili a zapisovali do školy průběžně. Nejvyhledávanější obory (zámečnictví, truhlářství) zůstávaly. Honoráře ze zakázek části žáků umožnili výuku po celý den a také do jisté míry jejich finanční zajištění pro život. V dalších letech ale počet studentů rychle klesal. Ve školním roce 1876/77 to bylo 59 žáků, o rok později jen 32 a pokles trval i v dalším roce (1878/79) na pouhých 24 žáků.
V roce 1878 ale zároveň přišel první úspěch. Na světové výstavě v Paříži škola získala zlatou medaili za kopii gotické mřížky sanktuaria z katedrály sv. Ducha v Hradci Králové. Další ocenění přišla na výstavách v Teplicích a Praze. Úspěch definitivně potvrdil zaměření na zámečnictví a výnosem z 18. 3. 1879 došlo k dalšími zkrácení názvu na Odborná škola pro umělecké zámečnictví. V tu dobu ale škola na malém městě řešila kapacitní problémy. Zastupitelstvo většího Hradce Králové se tehdy nabídlo problém vyřešit poskytnutím budovy vyšší reálné školy postavené v roce 1874 na Komenského ulici.

### Stěhování do Hradce Králové

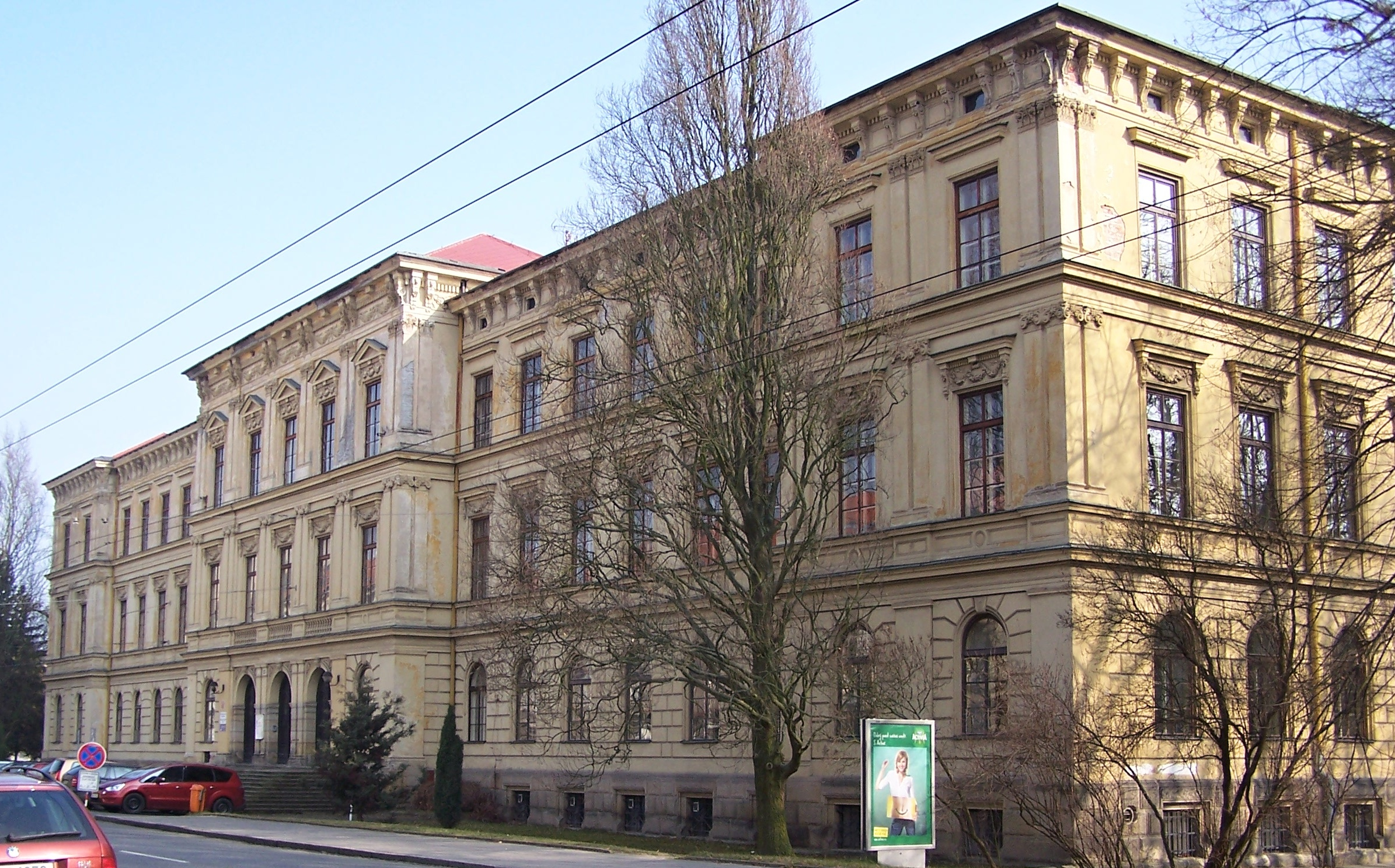
Budova reálné školy, do níž zámečnická škola přesídlila z Třebechovic pod Orebem

Roku 1880 byla škola vzhledem k nedostatku učebních prostor opravdu přemístěna do Hradce Králové. Zpočátku byla škola umístěna v prostorách tehdy jen pár let zbudovaného objektu reálného gymnázia (vyšší reálné školy, nyní zdravotnické školy) v Komenského ulici (součást okružní třídy kolem centra města). Výuka zámečnické školy zde začala od 1. 10. 1880, a to stále pouze s jedním učitelem. Druhý nastoupil až v druhé polovině měsíce. Stal se jím Jan Horek, umělecký zámečník, který měl pracovní zkušenosti z vídeňské společnosti Ludvík Wilhelm zaměřené právě na umělecké zámečnictví. Tímto obohacením o druhého vyučujícího byla rozdělena výuka na teoretickou a praktickou část. Zájem o školu v Hradci rostl, ve školním roce 1882/83 navíc nastoupil i třetí vyučující. Ladislav Haněl se stal učitelem kreslení a zároveň správcem školy, od školního roku 1883/84 oficiálně jejím ředitelem. Mezi další pedagogy se zařadili architekt Eduard Pippich, který již dříve vyučoval na obdobné školy v rakouském městě Štýr. Hradecký knihkupec B. Eduard Tolman se stal výpomocným učitelem pro ekonomické předměty. V březnu 1884 se učitelem uměleckého kovářství stal Jan Waltr. V suterény byly vybudovány čtyři výhně, což ovšem přineslo řadu stížností na kouř. Ve školním roce 1884/85 se původně dvouleté studium prodloužilo na tříleté a byl připraven jasný učební plán. V roce 1889 zemřel Josef Hudec.

### Ve vlastní budově

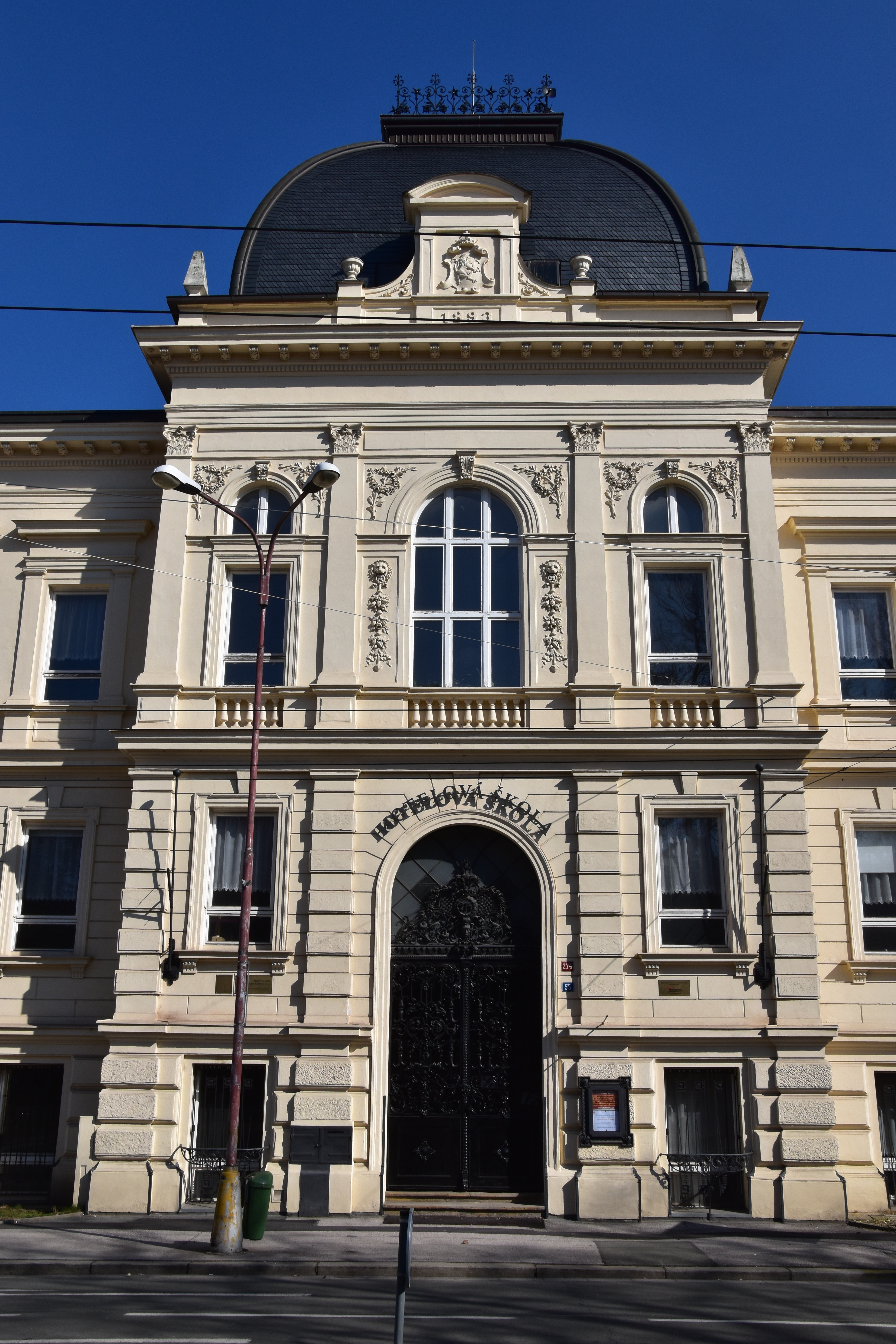
Průčelí budovy původně určené pro zámečnickou školu, dnes hotelová škola

Po několika letech se ukázalo, že je pro obě školská zařízení jeden objekt malý, a tak bylo v roce 1891 hradeckým zastupitelstvem rozhodnuto o nové samostatné budově pro zámečnickou školu. Stavba započatá roku 1892 byla zkolaudována dne 14. července 1896. Nová reprezentativní budova vznikla rovněž na okružní třídě kolem historického jádra, na třídě Československé armády.
Vlastní budova umožnila růst významu školy i za hranice střední Evropy. Ve školním roce 1904/05 školu navštěvovalo přibližně pět desítek studentů, ve školním roce 1908/09 již šest desítek žáků. V roce 1910 ředitele Haněla nahradil architekt Rudolf Němec (na škole učil od roku 1903), který zemřel o čtyři roky později na srdeční mrtvici. Rozvojové období navíc přerušila první světová válka, kdy školní budova sloužila jako vojenský lazaret. Po první světové válce význam školy opět rostl. V roce 1918 navíc v rámci školy vznikl tříletý obor pro klempíře, kovotlačitele a instalatéry a změnil se název na Státní odbornou školu pro umělecko-průmyslové zpracování kovů. V roce 1920 se stal ředitelem Hugo Pávek, v té době prozatímní správce. V roce 1921 se rozšířilo spektrum odbornosti školy, když k ní byly připojeny Odborná škola pokračovací pro učně řemesel kovy obrábějících a Jednoroční mistrovská škola zámečnická.

### V konglomerátu dalších škol
Počínaje rokem 1926 se zásadním způsobem reorganizovalo školství, slučovaly se obory z více škol. Tříleté obory uměleckého zámečnictví a klempířství byly zrušeny.  V roce 1927 tradice nicméně pokračovala, protože se zámečnická škola stala součástí Státní průmyslové školy v Hradci Králové. Nově vytvořený konglomerát prakticky zaměřených středních škol obsahoval mistrovskou školu stavební, truhlářskou školu, klempířskou školu (založenou 1918) a právě odbornou školu pro umělecké zámečnictví. Celá škola se začala více orientovat na stavebnictví, a dokonce byla zřízena vyšší odborná škola stavební. Tím se obnovil problém nedostatku prostor, část výuky musela probíhat v jiných budovách. V objektu č. 274 zůstala jen živnostenská škola pokračovací. V roce 1930 byla postavena nová budova průmyslové školy na Pospíšilově ulici podle návrhu královéhradeckého architekta Dr. Ing. arch. Jana Rejchla, která disponovala daleko větší kapacitou.
Zámečnická škola zanikla v roce 1954, v době, kdy o její výrobky přestal být zájem. Obor umělecké kovářství byl přesunut na uměleckou školu v Turnově.

## Budova
Budova Odborné školy pro umělecké zámečnictví (274/55) je historická novorenesanční budova v Hradci Králové, na třídě Československé armády. V současnosti zde sídlí hotelová škola. 

## Výrobky

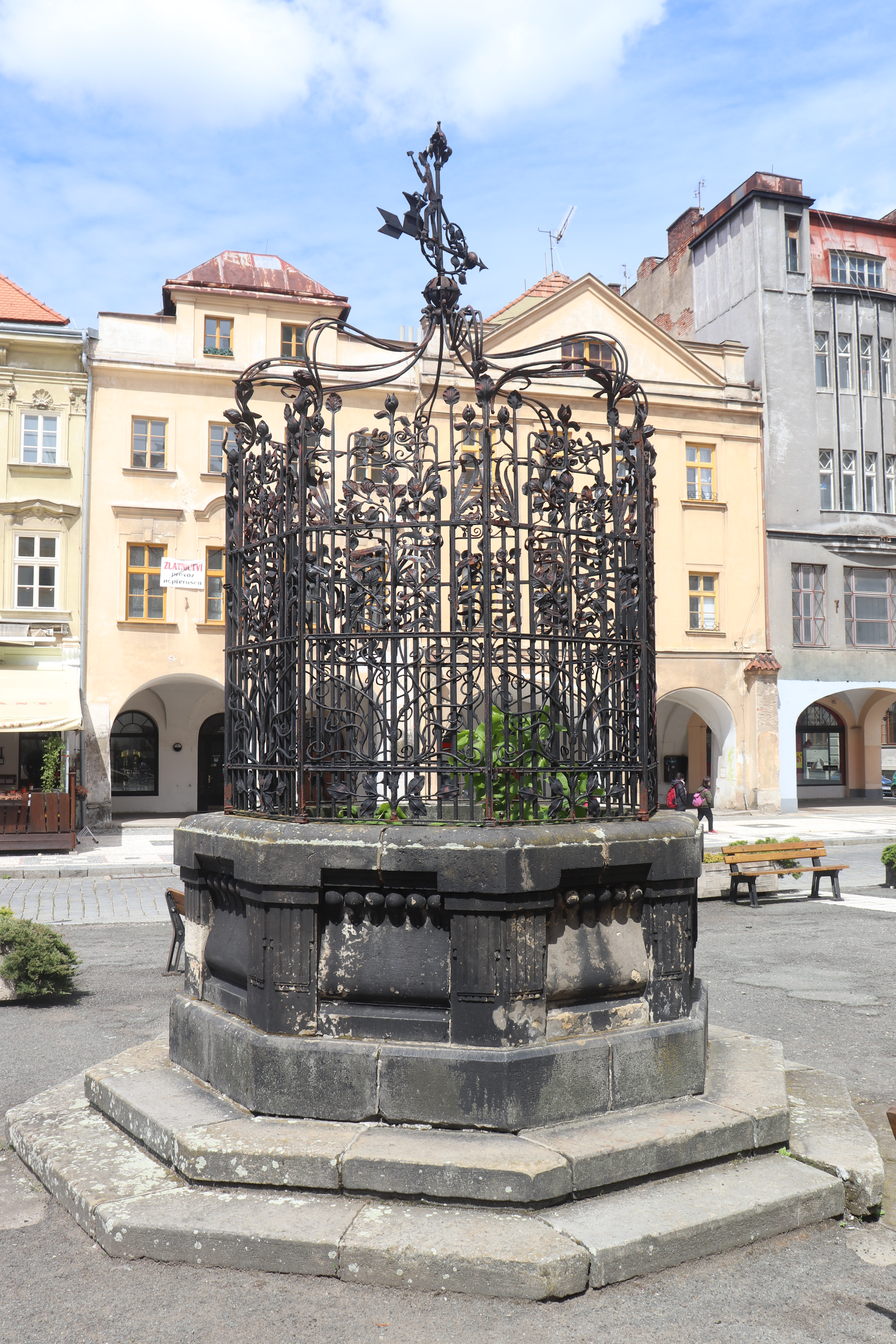
Studna na Velkém náměstí v Hradci Králové

Výrobky školy byly velmi ceněné v Česku i v zahraničí, což dokazují získaná ocenění na světové výstavě v Paříži z let 1878 a 1900. Mnohé realizace se staly důležitou součástí Gočárova rozvoje Hradce Králové, dostaly se však i do veřejného prostoru jiných měst a také do sbírek řady muzeí. Typickým prvkem výroby jsou zábradlí u veřejných budov, dále schodiště a balkóny na dalších historických budovách. 
Z dílen této instituce vznikla také řada kašen: 
- kašna s mříží na Velkém náměstí v Hradci Králové (1898–1901)[15]
- kašna Eliščina pramene v lázeňském parku v Poděbradech

Zajímavým dílem je též schodiště Západočeského muzea v Plzni.

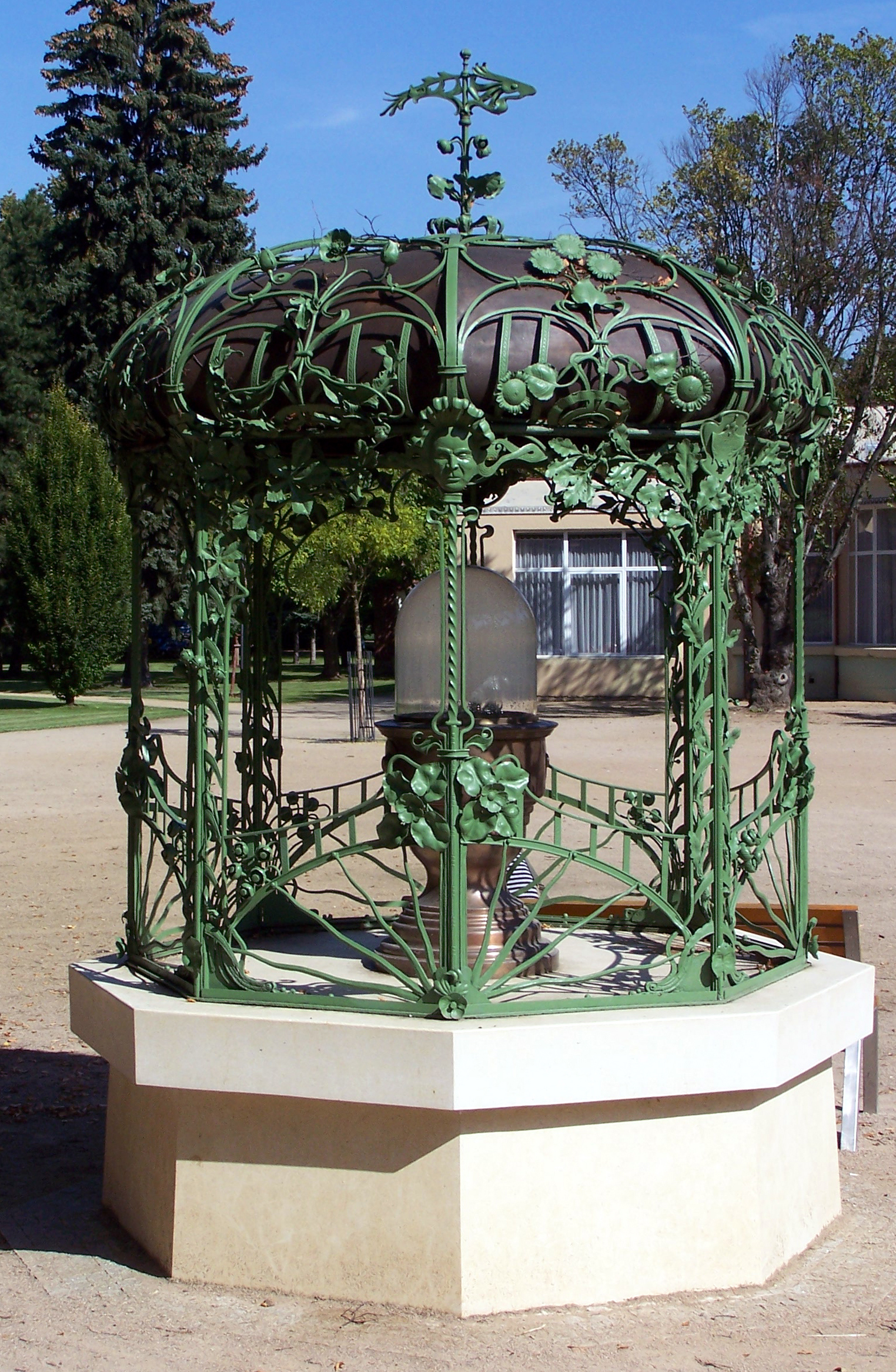
Eliščin pramen v Poděbradech
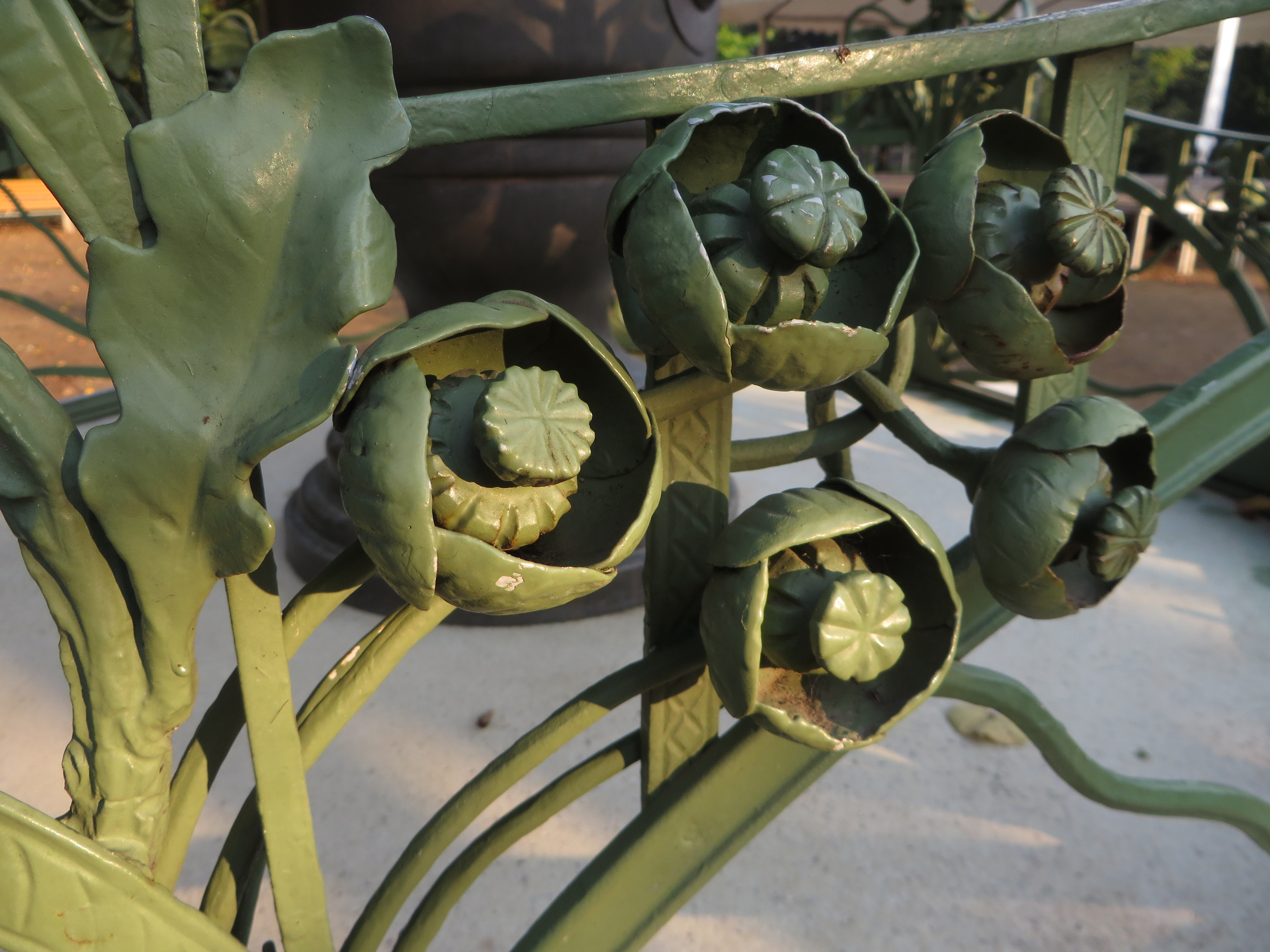
Detail výzdoby Eliščina pramene v Poděbradech

## Absolventi
Mezi významné absolventy patřil architekt Václav Rejchl st. (absolvoval 1878), kovář Jan Rabas, sochař a medailér Josef Augustin Paukert či akademický malíř Václav Špála (absolvoval 1902).

## Výstava 2014
Hlavní sezónní výstava Muzea východních Čech roku 2014 (8. 5. až 16. 11. 2014) nazvaná "Zámečnická škola, řemeslo je umění" se věnovala právě této zámečnické škole a jejím výrobkům. Akce se konala u příležitosti 140 let od založení školy. Výstava ve třech výstavních sálech podrobně zpracovala a představila historii školy.
Katalog výstavy od Markéty Pražákové a Jana Mohra vyšel knižně pod názvem Minulost kovaná ze železa.